# Leyla Feray
Leyla Feray (* 8. Mai 1993 in Istanbul) ist eine türkische Schauspielerin.

## Leben und Karriere
Feray wurde am 8. Mai 1993 in Istanbul geboren. Sie absolvierte die Koç Üniversitesi. Ihr Debüt gab sie 2013 in der Fernsehserie Ben Onu Çok Sevdim. Danach trat sie in den Serien Paşa Gönlüm und Üç Arkadaş auf.
Anschließend bekam sie eine Rolle in Muhteşem Yüzyıl: Kösem. 2017 spielte sie in dem Kinofilm Kardeşim Benim 2 mit. Außerdem trat Feray 2020 in der Netflixserie Rise of Empires: Ottoman auf. Im selben Jahr spielte sie in Uyanış: Büyük Selçuklu mit.

## Filmografie
Filme
- 2017: Kardeşim Benim 2[5]
- 2018: Aries

Serien
- 2013: Ben Onu Çok Sevdim
- 2014: Paşa Gönlüm
- 2014: Üç Arkadaş[6]
- 2016–2017: Muhteşem Yüzyıl: Kösem
- 2020–2021: Uyanış: Büyük Selçuklu
- 2021: İkimizin Sırrı
- 2022: Camdaki Kız